# Nishada melanists
Nishada melanists är en fjärilsart som beskrevs av Swinhoe 1902. Nishada melanists ingår i släktet Nishada och familjen björnspinnare. Inga underarter finns listade i Catalogue of Life.